# Altiero Spinelli
Altiero Spinelli (31 augustus 1907, Rome - 23 mei 1986 aldaar) was een Italiaans politicus en stond met Robert Schuman, Paul-Henri Spaak, Alcide De Gasperi en Jean Monnet aan de wieg van het moderne Europa.
Hij was lid van de communistische jeugdbeweging en actief in het antifascistische verzet. In 1927 werd hij daarom gearresteerd en bracht 10 jaar in de gevangenis door, onder meer op het - voor Napels gelegen - eiland Ventotene. Hij brak met het stalinistische communisme in 1937.
Op Ventotene ontstond onder invloed van theoretici van het federalisme (zoals Alexander Hamilton, James Madison en John Jay) het Ventotene Manifesto, waarin Spinelli de hoofdlijnen van zijn federalistische denken en de toekomst van Europa uiteenzet. Het Manifest van Ventotene, in 1982 in het Nederlands vertaald door Ludo Dierickx, wordt algemeen beschouwd als een voorloper voor een Europese Grondwet.
Spinelli richtte in 1943 de Europese federalistische Beweging op en geldt als oprichter van de Unie van Europese Federalisten. In 1947 was hij lid van het Congres van Montreux, en in 1948 aanwezig in Den Haag tijdens het Congres voor de oprichting van de Raad van Europa.
Als adviseur speelde hij een belangrijke rol achter de schermen van de Assemblee ad hoc, die onder voorzitterschap van Paul-Henri Spaak van september 1952 tot maart 1953 werkte aan het opstellen van een Europees Statuut.
Eind jaren 60 was hij adviseur van de Italiaanse premier Pietro Nenni, en voorzitter van de verenigde socialistische partijen.
In 1970 werd Spinelli benoemd tot lid van de Europese Commissie, belast met industriële politiek en onderzoek. Deze functie bekleedde hij tot 1976. Daarna was hij lid van het Europees Parlement (1976-juli 1984) en het Italiaanse parlement (1976-1983).
Als lid van het Europees Parlement richtte hij in 1980 de "Krokodil-club" op, een groep gelijkgezinde federalistische Europarlementariërs die ijverden voor een Europese Grondwet. Het ontwerp-Verdrag tot oprichting van de Europese Unie dat hieruit voortkwam werd met overgrote meerderheid aanvaard door het Europees Parlement. Het document vormde de basis voor de Europese Akte (1986) waarmee de binnengrenzen van de Europese Gemeenschap werden opgeheven, en het Verdrag van Maastricht (1991) tot oprichting van de Europese Unie. Een gebouw van het Europees Parlement in Brussel werd naar hem genoemd: het Altiero Spinelligebouw.